# Ветвицкий, Дмитрий Александрович
Дми́трий Алекса́ндрович Ветви́цкий (укр. Дмитро Олександрович Ветвицький; род. 6 апреля 1968, Днепропетровск) — народный депутат Украины 6-го созыва.

## Биография
Родился 6 апреля 1968 года в городе Днепропетровске.
В 1985 году получил среднее образование в Днепропетровской средней школе № 13. После школы, в 1985—1986 годах, учился в Днепропетровском инженерно-строительном институте. Служил в вооруженных силах СССР (1986—1988). С 1988 по 1994 год учился в Донецком коммерческом институтe. Во время учёбы работал в нескольких коммерческих структурах и на государственном предприятии «Укркомунэкология».
Получив высшее образование, работал на руководящих должностях в бизнес-структурах[каких?].
С 1997 по январь 2011 года был членом партии «Батькивщина».
В 2000—2001 годах был первым заместителем генерального директора ОАО «ЮГОК» города Кривой Рог, а с 2001 по 2007 год работал на руководящих должностях в коммерческих предприятиях.
С 2007 года и до момента избрания народным депутатом Украины возглавлял благотворительную организацию "Фонд общественных инициатив «Эволюция».
С 2007 года и по 2012 год являлся народным депутатом Верховной Рады Украины VI созыва. Член Комитета Верховной Рады Украины по вопросам бюджета и заместитель члена Постоянной делегации в Парламентской Ассамблее Совета Европы.
С 1 февраля 2011 года вступил в политическую партию ПРАВДА.
23 февраля 2011 года Высшая аттестационная комиссия Украины на основании защиты диссертации присудила Ветвицкому степень кандидата наук государственного управления по специальности механизм государственного управления.
Православный, имеет семью — жену и четверо детей.